# Yunu
Yunu, ime za jednu manju skupinu Maidu Indijanaca koji su živjeli istoćno od Chica u okrugu Butte u Kaliforniji. Swanton u svom Priručniku ime Yunu navodi pod Konkow ili Sjeverozapadne Maidu. Curtin ih (1885) naziva imenom Yunû.